# گمینا وولکا
گمینا وولکا (به لهستانی:  Gmina Wólka) یک گمینا در لهستان است که در شهرستان لوبلین واقع شده‌است. گمینا وولکا ۷۲٫۶۵ کیلومتر مربع مساحت و ۱۱٬۱۲۶ نفر جمعیت دارد.